# Makak (Somalomo)
Pour les articles homonymes, voir Makak (homonymie).
Makak ou Makak-Apan est un village du Cameroun situé dans la région de l'Est et le département du Haut-Nyong. Il fait partie de l'arrondissement de Somalomo.

## Population
En 1966-1967, Makak comptait 99 habitants. Lors du recensement de 2005, on y a dénombré 40 personnes.
Ce sont pour la plupart des Badjoué.